# 14 Pułk Piechoty (austro-węgierski)

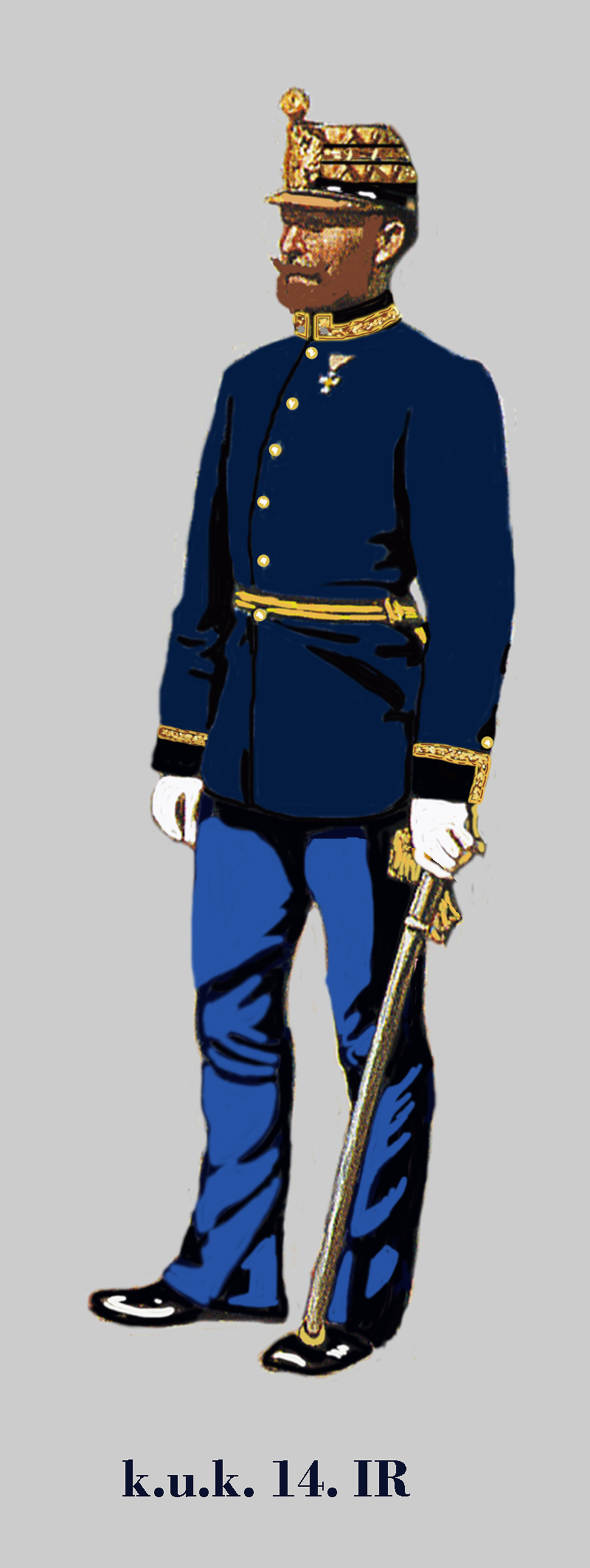
Oficer 14 pułku

Górnoaustriacki Pułk Piechoty Nr 14 (niem. Oberösterreichisches Infanterieregiment Nr. 14) – pułk piechoty cesarskiej i królewskiej Armii.

## Historia pułku
Pułk został utworzony w 1733 roku.
Okręg uzupełnień nr 14 Linz na terytorium 14 Korpusu.
Kolejnymi szefami pułku byli:
- 1849–1851 – Ludwig Freih. v. Wohlgemuth,
- 1851–1877 – Ludwig III Großherzog v. Hessen,
- 1877–1892 – Ludwig IV. Großherzog v. Hessen,
- 1893–1918 – wielki książę Hesji Ernst Ludwig.

Kolory pułkowe: czarny, guziki złote.
Skład narodowościowy w 1914 roku 98% – Austriacy.
W 1873 roku sztab pułku, komenda uzupełnień oraz batalion zapasowy w Linzu.
W latach 1903–1907 komenda pułku razem z 3. i 4. batalionem stacjonowała w Bregencji, 1. batalion w Linzu, a 2. batalion w Innsbrucku.
W latach 1908–1914 pułk stacjonował w Linzu i wchodził w skład 6 Brygady Piechoty należącej do 3 Dywizji Piechoty.
W czasie I wojny światowej pułk walczył z Rosjanami w końcu 1914 i na początku 1915 roku w Galicji. W lecie 1915 roku pułk brał udział w walkach na Lubelszczyźnie. Największe straty poniósł w walkach w lutym i maju 1915 w okolicach Tarnowa. Żołnierze pułku są pochowani m.in. na cmentarzach wojennych nr: 193 w Dabrówce Szczepanowskiej, 191 w Lubczy, 188 w Rychwałdzie, 284 w Zakrzowie oraz Tuszowie oraz na cmentarzu wojennym nr 173 w Pleśnej.

## Żołnierze
Komendanci pułku
- płk Peter Naranćić (1873)
- płk Sigmund Klug von Klugenwald ( – 1898 → komendant 94 Brygady Piechoty)
- płk Wilhelm Lahousen von Vivremont (1898–1903 → komendant 85 Brygady Piechoty Obrony Krajowej[2])
- płk Heinrich Polaczek (1903[3]–1907)
- płk Johann Linhart (1908–1909)
- płk Alfred von Hinke (1910–1912)
- płk Friedrich von Löw (1913–1914)

Oficerowie
- por. Erwin Lahousen von Vivremont (syn Wilhelma, komendanta pułku)